# Zeche Glückauf Barmen
Die Zeche Glückauf Barmen im Sprockhöveler Stadtteil Hiddinghausen ist ein ehemaliges Steinkohlenbergwerk. Die Zeche ist entstanden aus einer Konsolidation mit mehreren anderen bis dahin eigenständigen Bergwerken. Die Betriebsanlage der Zeche befand sich im oberen Pleßbachtal, 300 Meter östlich vom Pleßbach.

## Geschichte

### Die Jahre als Glückauf Barmen
Die Zeche Glückauf Barmen geht zurück auf die Zeche Vereinigte Adolar. Diese Zeche wurde, nachdem sie ein Jahr gesümpft worden und im Jahr 1905 wieder in Betrieb gegangen war, im Dezember des Jahres 1908 von Albrecht Mayer (Direktor der Zeche Shamrock) und Berliner Kaufleuten gekauft. Der Name Zeche Vereinigte Adolar blieb auch weiterhin im Gebrauch. Außerdem wurden zu dieser Zeit von denselben Leuten einige an die Zeche angrenzende Grubenfelder aufgekauft. Die gesamte Berechtsame umfasste danach eine Fläche von drei Quadratkilometern. Es wurde die Gewerkschaft Glückauf Barmen gegründet. Das Bergwerk erhielt den Namen Zeche Glückauf Barmen und wurde unter diesem Namen auch bergrechtlich geführt. In den nachfolgenden Jahren wurden die Tagesanlagen des Bergwerks komplett erneuert. Es wurde eine Waschkaue errichtet, die für 600 Bergleute bemessen war. Außerdem wurden eine Lampenstube, eine Werkstatt und eine Schmiede erbaut. Die Zeche hatte bereits einen tonnlägigen Schacht, ein seigerer Förderschacht wurde geteuft. Für den seigeren Schacht wurden ein Fördergerüst und eine Schachthalle errichtet. Es wurde ein Fördermaschinengebäude errichtet und eine Fördermaschine installiert. Außerdem erhielt das Bergwerk eine Separationsanlage, ein Kesselhaus, eine Brikettfabrik und eine Verladehalle. Die Brikettfabrik war mit zwei Brikettpressen ausgerüstet, die zusammen pro Jahr über 43.000 Tonnen Briketts erzeugen konnten. Zusätzlich wurde eine Kläranlage für das Grubenwasser erbaut und Wohnhäuser für den Direktor, den Betriebsführer und den Maschinensteiger.
Im Jahr 1909 waren 217 Bergleute auf der Zeche beschäftigt, die eine Förderung von 30.690 Tonnen Steinkohle erbrachten. Um den Maschinenpark des Bergwerks mit Strom zu versorgen, wurde mit dem Elektrizitätswerk Schwelm ein Zehnjahresvertrag über Stromlieferungen für das Bergwerk geschlossen. Im Jahr 1910 wurde im seigeren Schacht bei einer Teufe von 137 Metern (+33 m NN) die 2. Sohle angesetzt, im selben Jahr wurde mit der Förderung begonnen. Das Bergwerk hatte nun nach Fertigstellung des seigeren Schachtes Rudolph zwei Schächte, den tonnlägigen Wetterschacht 2 und den Schacht Rudolph. Der Schacht Rudolph wurde als Hauptförderschacht genutzt. Es wurden Magerkohlen in Form von Stückkohlen mit unterschiedlicher Nussgrößen gefördert. Außerdem wurden Feinkohlen gefördert, die in der Brikettfabrik zu Briketts verarbeitet wurden. In der Brikettfabrik wurden Industriebriketts mit einem Stückgewicht von drei Kilogramm und Eiformbriketts erzeugt.

### Die Zeit nach der Umbenennung
Im Jahr 1910 wurde die Gewerkschaft Glückauf Barmen umbenannt in Gewerkschaft Barmen. Der Verwaltungssitz der Gewerkschaft Barmen war in Berlin in der Friedrichstraße 72. Die Umbenennung erfolgte am 11. Februar, bergrechtlich wurde das Bergwerk auch weiterhin Glückauf Barmen genannt. Im Laufe des Jahres wurde die Bahnstrecke der Kleinbahn Bossel–Blankenstein fertiggestellt. Im November desselben Jahres erhielt das Bergwerk auch einen Bahnanschluss. Die zu transportierenden Kohlen wurden seit dem 18. November auf dem Zechenplatz verladen und danach über die Kleinbahn transportiert. Nach der Umbenennung der Zeche in Zeche Barmen kam es zur erneuten Konsolidierung der Zeche Barmen mit den Längenfeldern Ellypse, Mina, Harmonie, Scheideweg, Verborgenglück, Schwan und Adolar. Das gesamte Grubenfeld hatte nun eine Fläche von acht Quadratkilometern. Ab dem November des Jahres 1911 wurden die Kohlen auch über Schee nach Barmen transportiert. Im Förderschacht Rudolf waren zwei Sohlen vorhanden, die 1. Sohle lag bei einer Teufe von 86 Metern und die 2. Sohle bei 139 Metern. Die 2. Sohle im tonnlägigen Wetterschacht 2 lag bei einer flachen Teufe von 300 Metern. Die Förderung erfolgte in den Hauptstrecken mit Grubenpferden, davon waren pro Schicht bis zu vier Pferde eingesetzt.
Im Jahr 1913 waren vier Wetterschächte in Betrieb. Im darauffolgenden Jahr wurde der tonnlägige Wetterschacht 2 abgeworfen. Aufgrund mehrfach auftretender geologischer Störungen kam es auf der Zeche immer öfter zu betrieblichen Beeinträchtigungen. Bedingt dadurch konnten die hohen Erwartungen, die die Eigentümer in das Bergwerk gesetzt hatten, nicht erfüllt werden. Zunächst versuchte man, die Schwierigkeiten durch personelle Veränderungen in der Werksleitung auszugleichen. In dem Zeitraum von 1910 bis 1917 hatte das Bergwerk insgesamt sechs verschiedene Werksdirektionen. Im Jahr 1916 erwarb die Gewerkschaft Lothringen aus Bochum eine Beteiligung an der Gewerkschaft Barmen. Im Jahr 1919 übernahm die Gewerkschaft Lothringen sämtliche Kuxe der Gewerkschaft Barmen. Am 24. März des Jahres 1921 kam es zur Konsolidation mit der Zeche Alte Haase. Die Geschäftsführung übernahm die Bergwerksgesellschaft Alte Haase mbH. Am 1. August des Jahres 1924 wurde das Bergwerk endgültig stillgelegt. Noch im Jahr 1924 wurden die meisten Tagesanlagen abgebrochen, die untertägigen Strecken soffen ab.

#### Förderung und Belegschaft
Die ersten bekannten Förder- und Belegschaftszahlen nach der Umbenennung der Gewerkschaft stammen aus dem Jahr 1910, damals waren 305 Bergleute auf dem Bergwerk beschäftigt, die eine Förderung von 37.934 Tonnen Steinkohle erbrachten. Im Jahr 1911 waren bereits 411 Beschäftigte auf dem Bergwerk, die Förderung lag bei rund 100.000 Tonnen Steinkohle. Im Jahr darauf waren bereits 513 Mitarbeiter auf dem Bergwerk beschäftigt, davon 422 Arbeiter Untertage. Die Mann- und Schichtleistung betrug in diesem Jahr 0,862 Tonnen. Die maximale Förderung wurde im Jahr 1913 mit 446 Bergleuten erbracht; es wurden 119.050 Tonnen Steinkohle gefördert. 1915 sank die Förderung auf 72.612 Tonnen, diese Förderung wurde von 258 Bergleuten erbracht. Die letzten bekannten Förder- und Belegschaftszahlen des Bergwerks stammen aus dem Jahr 1920, in diesem Jahr wurden mit 340 Bergleuten rund 74.000 Tonnen Steinkohle gefördert.

## Stollen Glückauf Barmen
Auf dem Grubenfeld der Zeche Glückauf Barmen wurde in den 1950er Jahren eine Kleinzeche im Stollenbau betrieben, die Zeche hatte den gleichen Namen wie die ab 1909 betriebene Tiefbauzeche. Besitzer der Zeche war zunächst Franz Blättler, ab dem 1. Februar 1958 übernahm Heinrich Dunker das Bergwerk. Am 17. September des Jahres 1951 wurde die Zeche in Betrieb genommen. Östlich vom Pleßbach im Bereich der ehemaligen Zeche Adolar wurde oberflächennaher Bergbau betrieben. Am 18. Juni des Jahres 1958 wurde die Zeche Glückauf Barmen stillgelegt, Nachfolgebetrieb war die Zeche Glückauf Barmen II.

### Förderung und Belegschaft
Die ersten bekannten Förder- und Belegschaftszahlen der Zeche stammen aus dem Jahr 1952, mit 42 Bergleute wurden 9561 Tonnen Steinkohle gefördert. Die maximale Förderung wurde im Jahr 1954 mit 48 Bergleuten erbracht, es wurden 14.409 Tonnen Steinkohle gefördert. Die letzten bekannten Förder- und Belegschaftszahlen des Bergwerks stammen aus dem Jahr 1955, es wurden mit 49 Bergleuten 14.358 Tonnen Steinkohle gefördert.

## Glückauf Barmen II
Die Zeche Glückauf Barmen II in Sprockhövel-Hiddinghausen-Hilgenstock war der Nachfolgebetrieb der 1958 stillgelegten Zeche Glückauf Barmen. Sie war ebenfalls eine Kleinzeche, die im Stollenbau betrieben wurde, Besitzer dieser Kleinzeche war Theo Krömer. Am 1. September des Jahres 1958 wurde die Zeche, vermutlich ebenfalls östlich vom Pleßbach auf dem ehemaligen Grubenfeld der Zeche Adolar, in Betrieb genommen. Im ersten Jahr wurden mit 11 Bergleuten 1559 Tonnen Steinkohle gefördert. Die maximale Förderung wurde mit 14 Bergleuten im Jahr 1960 erbracht, es wurden 4129 Tonnen Steinkohle gefördert. Dies sind auch die letzten bekannten Förder- und Belegschaftszahlen des Bergwerks. Am 31. Dezember des Jahres 1963 wurde die Zeche Glückauf Barmen II stillgelegt.

## Was geblieben ist
Heute existieren noch zwei Gebäude der ehemaligen Zeche, die als Wohnhäuser genutzt werden. Die Gebäude befinden sich am Ende der Zufahrt von der Stoltenbergstraße nach Süden, sie sind eine Station des Pleßbachwegs. Eine Hinweistafel informiert über die Geschichte des Bergwerks.